# Национальная стрелковая ассоциация США
Национальная стрелковая ассоциация США (англ. National Rifle Association of America, or NRA) — некоммерческая ассоциация в США, которая объединяет сторонников права граждан на хранение и ношение огнестрельного оружия.
С момента основания в 1871 году организация информирует своих участников о законопроектах, связанных с огнестрельным оружием. С 1975 года организация напрямую лоббирует некоторые законодательные инициативы или выступает против них. Национальная стрелковая организация считается старейшей постоянно действующей организацией в сфере гражданских прав и «крупнейшей и наиболее финансируемой лоббирующей организацией в Соединенных Штатах».
Современная НСА основывается на повышении навыков стрельбы и обучению безопасности владения и использования огнестрельного оружия. Организация также публикует журналы и спонсирует соревнования по стрельбе. Количество участников в мае 2013 года превысило 5 миллионов.
Наблюдатели и законодатели рассматривают НСА как одну из трех самых влиятельных лоббистских групп в Вашингтоне. Институт законодательной инициативы НСА является лоббирующим органом, который управляет своим комитетом политических действий, Политическим фондом Победы (PVF). За свою историю организация повлияла на законодательство, участвовала или инициировала судебные процессы, а также одобряла или выступала против различных кандидатов.
НСА подвергается критике со стороны групп, выступающих за контроль по обороту оружия. Организация часто была в центре критики в связи с громкими расстрелами в школах, такими как стрельба в Сэнди-Хук, стрельба в средней школе Марджори Стоунман Дуглас и стрельба в школе во Флориде.

## Цели и задачи организации
Данная организация позиционирует себя как внепартийную и некоммерческую и в качестве своих главных целей провозглашает защиту входящей в состав Билля о правах Второй поправки к Конституции США, а также защиту личных и имущественных прав торговцев оружием и владельцев огнестрельного оружия на охоту и самооборону в Соединённых Штатах.
О создании организации под названием Национальная Стрелковая Ассоциация официально было объявлено в Нью-Йорке в 1871 году Уильямом Конантом Чёрчем и Джорджем Вудом Уингейтом. Первым президентом Ассоциации стал бывший сенатор и известный генерал армии северян периода Гражданской войны в США Эмброуз Эверетт Бёрнсайд. Будущий президент США Улисс Симпсон Грант был восьмым председателем НСА, а генерал Филип Генри Шеридан был девятым.
Национальная Стрелковая Ассоциация спонсирует курсы обучения технике безопасности при обращении с оружием, а также технике стрельбы, проводит соревнования и спортивные состязания в стрелковых видах спорта. Согласно проведённому журналом «Форчун» исследованию, законодателями и сотрудниками конгресса НСА считается одной из самых влиятельных лоббистских групп. Идеологическая деятельность данной ассоциации основана на принципе, что право на владение оружием является неотъемлемыми гражданскими свободами американцев и защищено Второй поправкой к Конституции США.
Однако членство в ассоциации доступно и гражданам других стран, поддерживающих право на свободное владение оружием. Свою помощь ассоциации они могут оказать через добровольные пожертвования и участие в акциях.

## Лоббирование и политическая деятельность
При создании 16 ноября 1871 года НСА ставила своей основной целью «продвигать и поощрять стрельбу из винтовки на научной основе». На веб-сайте НСА также говорится, что организация является «самой старинной организацией по защите прав человека в Америке».
7 февраля 1872 года НСА создала комитет для лоббирования законодательства в интересах организации. Первая попытка лоббирования заключалась в том, чтобы просить у законодательного органа штата Нью-Йорк 25 000 долларов США на покупку земли для создания полигона для стрельбы. В течение трех месяцев прошение прошло и было подписано губернатором Джоном Хоффманом.
В 1934 году Национальная стрелковая ассоциация создала отдел по законодательным вопросам для официальной работы по вопросам Второй поправки. Институт законодательных действий, лоббирующая отрасль НСА, был создан в 1975 году. По словам политологов Джона М. Брюса и Клайда Уилкокса, НСА в конце 1970-х годов сосредоточила свое внимание на включении в свою деятельность политической пропаганды и стала рассматривать своих членов больше как политические ресурсы, а не как получателей товаров и услуг.
В 2012 году 88 % республиканцев и 11 % демократов в Конгрессе в какой-то момент своей карьеры получали пожертвование от НСА ПКК. На международном уровне НСА выступает против Международного договора о торговле оружием, против канадского реестра огнестрельного оружия и подвергает критике австралийские законы об оружии.

## Выборы
Поддержка определённому кандидату в президенты США со стороны НСА впервые была осуществлена в 1980 году. Ассоциация поддержала Рональда Рейгана вместо Джимми Картера. В Сенатских выборах 2006 года НСА одобрила Рика Санторума вместо Боба Кейси младшего.
НСА потратила 40 миллионов долларов на выборы в США в 2008 году, включая 10 миллионов долларов США против выборов сенатора Барака Обамы в президентской кампании 2008 года. Также НСА потратила более 360 000 долларов на перевыборы в Колорадо 2013 года, в результате которых были снят с должности Джон Морс и Анджела Гирон.
20 мая 2016 года НСА одобрила Дональда Трампа в качестве кандидата на президентских выборах в США в 2016 году. Сроки одобрения, до того как Дональд Трамп стал официальным республиканским кандидатом, были необычными. НСА, как правило, поддерживает кандидатуры республиканцев в конце всеобщих выборов. Организация заявила, что её раннее одобрение вызвано позицией Хиллари Клинтон по контролю над оружием. На президентских выборах в Соединенных Штатах в 2016 году НСА сообщила, что тратит более 30 миллионов долларов в поддержку Дональда Трампа.

## Законодательство
Организация поддержала Закон о национальном огнестрельном оружии 1934 года, который регулировал то, что считалось в то время «оружием гангстеров», такое как пулеметы, обрезы. НСА частично поддержала и частично противодействовала Закону о контроле над оружием 1968 года. Данный закон регулировал оборот огнестрельного оружия и деятельность владельцев оружия. В первую очередь закон был сосредоточен на регулировании межгосударственной торговли огнестрельным оружием путем запрета межгосударственных поставок оружия, за исключением лицензированных производителей, дилеров и импортеров. Закон был поддержан самыми старыми производителями Америки (Colt, S & W и т. д.), которые боялись ещё больших ограничений из-за частых случаев насилия в семье. НСА также поддерживали пункты закона, отвечающие за запрет продажи огнестрельного оружия осужденным преступникам и психически больным. Национальная стрелковая организация повлияла на написание Закона «О защите владельцев оружия» и работала над его продвижением.
В 2004 году НСА выступала против возобновления Федерального запрета на штурмовое оружие от 1994 года. Запрет истек 13 сентября 2004 года. В 2005 году Джордж Буш подписал закон «О защите законной торговли оружием», который ограждал производителей оружия от исков, возбужденных против них местными властями и отдельными людьми, пострадавшими от огнестрельного оружия.